# I Preferred Their Earlier Stuff
I Preferred Their Earlier Stuff är Turtleheads andra studioalbum, utgivet på Bad Taste Records 1998. Albumet utgavs även på LP av Speedowax Records i en limiterad upplaga om 300 signerade exemplar.

## Låtlista
1. "Gary D"
2. "Turn Away"
3. "Over You"
4. "Boyracer"
5. "Zoe Ball"
6. "Godsend"
7. "Hate Him"
8. "Hot Trout Action"
9. "Brass Arse Margaret"
10. "Another Stupid Song"
11. "Ruin My Day"

### Fotnoter
1. ↑  ”I Preferred Their Earlier Stuff”. Bad Taste Records. Arkiverad från originalet den 26 augusti 2010. https://web.archive.org/web/20100826044745/https://www.badtasterecords.se/records.asp?id=15. Läst 8 januari 2012.
2. ↑  ”I Preferred Their Earlier Stuff”. Discogs.com. http://www.discogs.com/Turtlehead-I-Preferred-Their-Earlier-Stuff/release/1669169. Läst 8 januari 2012.